# مريم بلميهوب
مريم بلميهوب سياسية جزائرية، شغلت منصب وزيرة مستشارة للشؤون القانونية والإدارية بحكومة عبد السلام.